# امسدارة (لودر)
امسدارة هي إحدى قرى يافع بمديرية سرار التابعة لمحافظة أبين، بلغ تعداد سكانها 157 نسمة حسب تعداد اليمن لعام 2004.